# Pawel Flegontowitsch Saposchnikow
Pawel Flegontowitsch Saposchnikow (russisch Павел Флегонтович Сапожников; * 1897 in Kansk; † 26. Mai 1937) war ein sowjetischer Philosoph, der den Stalinschen Säuberungen zum Opfer fiel.
Saposchnikow war von 1929 bis 1931 Rektor der Staatlichen Universität Woronesch. Am 16. April 1933 wurde er zu drei Jahren Haft verurteilt. Am 30. Dezember 1936 wurde er erneut verhaftet, am 25. Mai 1937 zum Tode verurteilt und am folgenden Tage erschossen.